# Monoctonus ligustri
Monoctonus ligustri är en stekelart som beskrevs av Van Achterberg 1989. Monoctonus ligustri ingår i släktet Monoctonus och familjen bracksteklar. Inga underarter finns listade i Catalogue of Life.